# Maçainhas (Belmonte)
Maçainhas ist eine Ortschaft und Gemeinde in Portugal.

## Geschichte
Der Ort entstand vermutlich erst nach der mittelalterlichen Reconquista. 1321 war er bereits als eigenständige Gemeinde vermerkt.

## Verwaltung
Maçainhas ist eine Gemeinde (Freguesia) im Kreis (Concelho) von Belmonte, im Distrikt Castelo Branco. In ihr leben 312 Einwohner auf einer Fläche von 18,2 km² (Stand 19. April 2021).
Folgende Orte gehören zur Gemeinde:
- Apeadeiro
- Maçainhas
- Pessegueiro
- Quinta do Monte
- Quinta Cimeira
- Quinta do Meio

## Verkehr
Maçainhas ist ein Haltepunkt der Eisenbahnstrecke Linha da Beira Baixa.
Die Autobahn A23 kreuzt das Gemeindegebiet, seine Abfahrt ist Belmonte (Ausfahrt Nr. 33).